# Perdita placida
Perdita placida är en biart som beskrevs av Timberlake 1958. Perdita placida ingår i släktet Perdita och familjen grävbin. Inga underarter finns listade i Catalogue of Life.